# Johannes Krenner
Johannes Krenner (* 9. Oktober 1985) ist ein österreichischer Spieleautor und Grafikdesigner. Das Spiel Challengers!, das er zusammen mit Markus Slawitscheck entwickelt hat, wurde im Jahr 2023 als Kennerspiel des Jahres ausgezeichnet. Im selben Jahr wurde dem Spiel zuvor auch der französische Spielepreis As d’Or in der Kategorie Initié verliehen. Das Spiel erhielt auch die Auszeichnung zum italienischen Spiel des Jahres und gewann den Publikumspreis des Japan Boardgame Prize.

## Biografie
Johannes Krenner wuchs in Heidenreichstein im Bezirk Gmünd auf. Im Jahr 2004 maturierte er am Gymnasium Waidhofen an der Thaya und studierte danach Grafik-Design in einem Kolleg für Grafik- und Kommunikationsdesign: Die Graphische. Er arbeitet heute als Grafik-Designer und Spiele-Autor in Wien.

## Ludografie (Auswahl)
- 2010: Crime & Mystery: Bakerstreet Files (Heidelberger)
- 2010: Junior DKT: Das kaufmännische Talent (Piatnik)
- 2010: DKT: Dynamic (Piatnik)
- 2011: Alpen DKT (Piatnik)
- 2015: Black Stories: Das Verhör (Moses)
- 2017: Game of Quotes: Verrückte Zitate (Kosmos)
- 2019: Age of Dirt: A Game of Uncivilization (wizkids)
- 2019: Würfel-WG (Kosmos)
- 2020: Kyoto (Deep print games, mit [Sabine Harrer])
- 2022: Challengers! (1 More Time Games, mit Markus Slawitscheck)
- 2023: Doctor Rat (blue tomato)
- 2023: Noobs in Space (Kosmos, mit Markus Slawitscheck)
- 2023: Challengers: Beachcup (1 More Time Games, mit Markus Slawitscheck)
- 2024: FateFlip: Washed Ashore (Red Cat Games)